# Oorlog in Waziristan

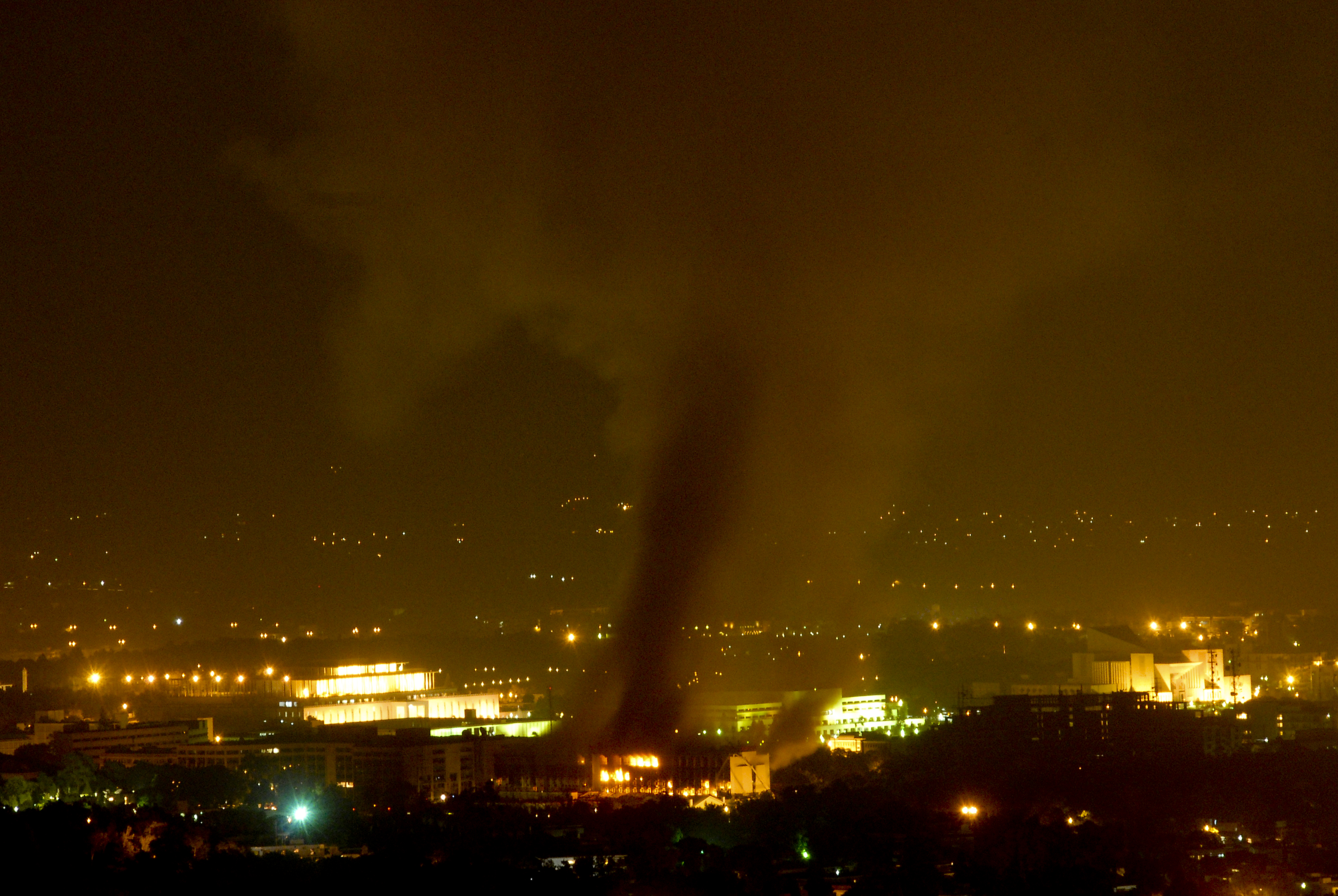
Het Marriot Hotel in Islamabad na de bomaanslag

Oorlog in Waziristan is een oorlog van Al-Qaida en stammen van Pathanen tegen de Verenigde Staten en Pakistan. De oorlog begon op 16 maart 2004. Waziristan is een grensgebied in Pakistan aan de grens met Afghanistan, bestaande uit Noord-Waziristan en Zuid-Waziristan.